# El Olivo
El Olivo (en italiano, L'Ulivo) fue una coalición italiana de centroizquierda activa entre 1996 y 2007, aunque desde 2005 fue prácticamente sustituida por otra coalición más amplia, La Unión.

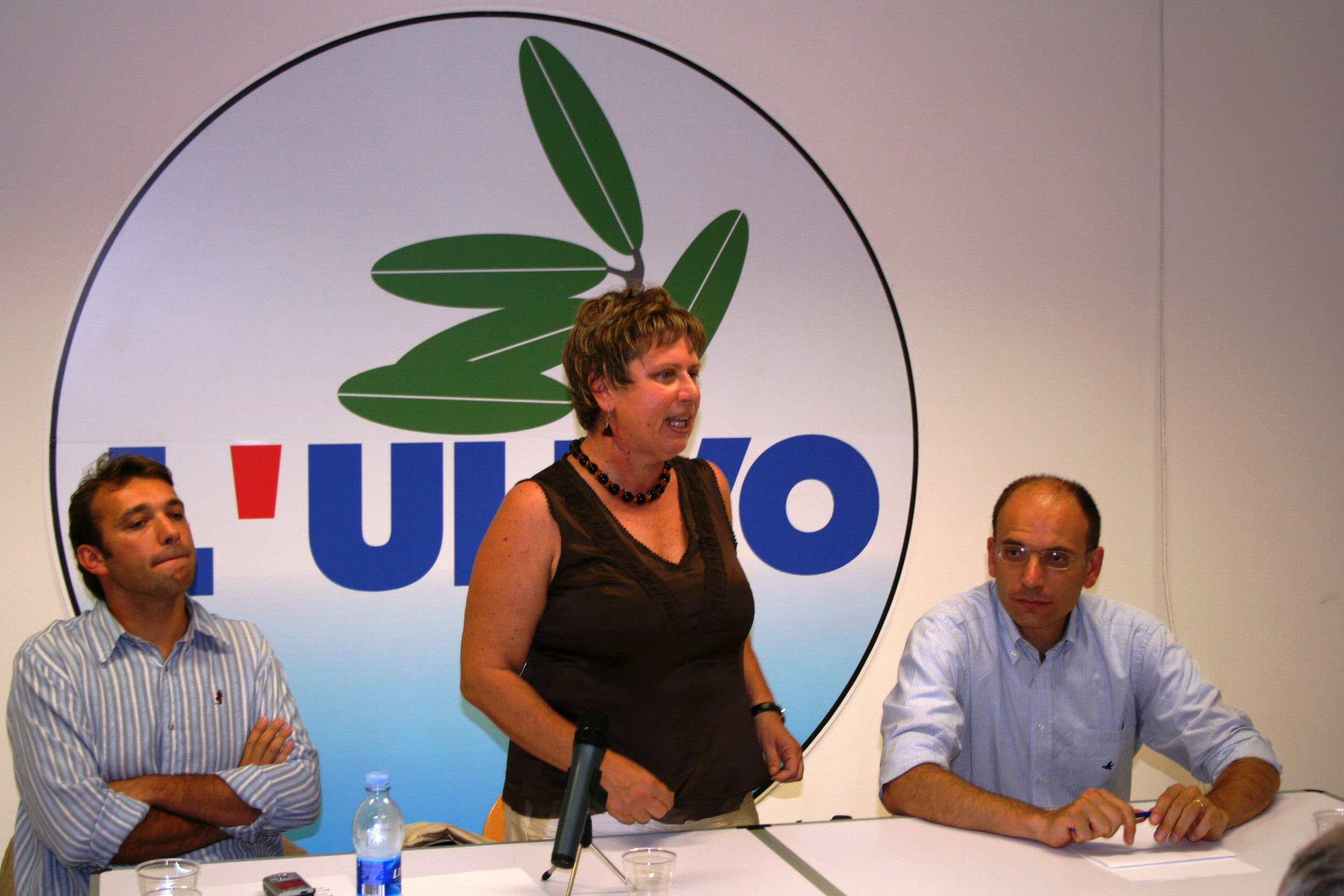
Presentación en Módena de la coalición electoral L'Ulivo. 2007

Su integrantes fueron variando en función de las elecciones, pero se puede afirmar que sus miembros principales fueron Demócratas de Izquierda y Democracia es Libertad-La Margarita y sus formaciones predecesoras.

## Historia
De cara a las elecciones generales de Italia de 1996 la coalición estuvo compuesta por 
- El Partido Democrático de la Izquierda (PDS).
- El Partido Popular Italiano (PPI).
- Renovación Italiana (RI).
- La Federación de los Verdes.
- Socialistas Italianos.
- La Unión Democrática (UD).

También contó con el apoyo del Partido Republicano Italiano (PRI), el Movimiento por la Democracia-La Red y el Partido Popular Sudtirolés.
El Olivo ganó las elecciones frente al Polo por las Libertades de Silvio Berlusconi, y gracias a un acuerdo preelectoral con Refundación Comunista (RC), su candidato, Romano Prodi, fue elegido primer ministro.
En octubre de 1998 RC retiró su apoyo al Gobierno de Prodi, provocando su caída; a este le sucedieron en el cargo de primer ministro Massimo D'Alema y Giuliano Amato, hasta la celebración de las elecciones generales de 2001.
Para estos nuevos comicios la coalición estuvo formada por 
- Demócratas de Izquierda (DS) (refundación del PDS).
- Democracia es Libertad-La Margarita (DL) (surgido de la unión del PPI, RI y Los Demócratas).
- El Partido de los Comunistas Italianos (PdCI).
- Socialistas Demócratas Italianos (SDI).
- La Federación de los Verdes.
- La Unión de Demócratas por Europa (UDEUR).

En esta ocasión, con Francesco Rutelli como candidato, la coalición perdió las elecciones frente a la alianza de centro-derecha la Casa de las Libertades.
En las elecciones al Parlamento Europeo de 2004 la coalición se limitó a DS, DL, SDI y el La Red.
El 13 de septiembre de 2004, El Olivo se convirtió en una federación de los partidos que se unieron para las elecciones europeas. Romano Prodi, que regresó a la política italiana ese año después de cinco años como Presidente de la Comisión Europea, fue elegido presidente de la federación, que se convertiría en el núcleo de un gran coalición de centro-izquierda.
Ésta se presentó el 10 de febrero de 2005, con el nombre de La Unión, formada por la federación de El Olivo, el Partido de la Refundación Comunista (PRC), el Partido de los Comunistas Italianos (PdCI), Italia de los Valores (IdV), la Federación de los Verdes y otros partidos menores.
Dentro de La Unión y de cara las elecciones generales de Italia de 2006, DS, DL y el Movimiento Republicanos Europeos (MRE) formaron una lista conjunta. También formaron una lista única el PSDI y Los Socialistas Italianos; SDI, pese a ser parte de la federación de El Olivo y presentarse dentro de ésta en las elecciones europeas de 2004 y regionales de 2005, decidió presentarse junto a los Radicales Italianos dentro de la Rosa en el Puño.
La unión venció en estas elecciones, convirtiéndose Romano Prodi en primer ministro de nuevo; sin embargo en las elecciones generales de 2008 el vencedor de igualmente de nuevo Silvio Berlusconi al frente de la Casa de las Libertades.
Poco después, DS y DL decidieron poner en marcha un nuevo partido político de centro-izquierda, el Partido Democrático (PD), materializándose este finalmente el 14 de octubre de 2007, con Walter Veltroni como líder del partido. 
Así, tanto El Olivo como La Unión se disolvieron tras discrepancias de sus partidos integrantes a raíz de los resultados electorales de 2008 y la fundación del PD.

## Resultados electorales

### Elecciones legislativas
| Cámara de Diputados |                 |       |         |     |                 |           |
| Año electoral       | Votos           | %     | Escaños | +/– | Líder           | Gobierno  |
| 1996                | 15.747.455 (#1) | 41,95 | 285/630 | 94a | Romano Prodi    | Gobierno  |
| 2001                | 16.019.388 (#2) | 43,15 | 250/630 | 35  | Massimo D'Alema | Oposición |
| 2006                | 19.002.598 (#1) | 48,30 | 348/630 | 98  | Romano Prodi    | Gobierno  |

a Respecto a los resultados conjuntos de la Alianza de los Progresistas y Pacto por Italia en 1994.
| Senado de la República |                 |       |         |     |                 |                                                                              |
| Año electoral          | Votos           | %     | Escaños | +/– | Líder           | Nota                                                                         |
| 1996                   | 13.434.607 (#1) | 41,18 | 157/315 | 38  | Romano Prodi    | Respecto a los escaños obtenidos por la Alianza de los Progresistas en 1994. |
| 2001                   | 13.441.101 (#2) | 39,69 | 131/315 | 26  | Massimo D'Alema |                                                                              |
| 2006                   | 17.101.244 (#2) | 48,96 | 158/315 | 27  | Romano Prodi    |                                                                              |